# Gran Premio Industria e Artigianato di Larciano
Gran Premio Industria e Artigianato di Larciano är ett etapplopp i landsvägscykling för herrar som hålls i Larciano i Italien. Loppet hölls för första gången 1967 och hölls fram till 1976 under namnet Circuito di Larciano. Från 2005 till 2019 var loppet en del av UCI Europe Tour (kategori 1.1) och sedan 2020 är det en del av UCI ProSeries.

## Vinnare
| År                                                          | Vinnare                  | Tvåa                     | Trea                       |          |
| ----------------------------------------------------------- | ------------------------ | ------------------------ | -------------------------- | -------- |
| Circuito di Larciano (inofficiella upplagor)                |                          |                          |                            |          |
| 1967                                                        | Michele Dancelli         | Franco Bitossi           | Vittorio Adorni            |          |
| 1968                                                        | Vittorio Adorni          | Franco Bitossi           | Gianni Motta               |          |
| 1969                                                        | Franco Bitossi           | Gianni Motta             | Felice Gimondi             |          |
| 1970                                                        | Franco Bitossi           | Mauro Simonetti          | Jean-Pierre Monseré        |          |
| 1971                                                        | Felice Gimondi           | Franco Bitossi           | Rik Van Linden             |          |
| 1972 inte arrangerat                                        |                          |                          |                            |          |
| 1973                                                        | Franco Bitossi           | Eddy Merckx              | Felice Gimondi             |          |
| 1974                                                        | Giacinto Santambrogio    | Franco Bitossi           | Ole Ritter                 |          |
| 1975                                                        | Roger De Vlaeminck       | Francesco Moser          | Felice Gimondi             |          |
| 1976                                                        | Felice Gimondi           | Walter Riccomi           | Mauro Vannucchi            |          |
| GP Industria & Artigianato di Larciano (för professionella) |                          |                          |                            |          |
| 1977                                                        | Giancarlo Tartoni        | Gabriele Mugnaini        | Attilio Rota               |          |
| 1978                                                        | Francesco Moser          | Alfio Vandi              | Vittorio Algeri            |          |
| 1979                                                        | Vittorio Algeri          | Francesco Moser          | Pierino Gavazzi            |          |
| 1980                                                        | Giuseppe Saronni         | Pierino Gavazzi          | Bruno Leali                |          |
| 1981                                                        | Pierino Gavazzi          | Gianbattista Baronchelli | Alfio Vandi                |          |
| 1982                                                        | Gianbattista Baronchelli | Pierino Gavazzi          | Silvano Contini            |          |
| 1983                                                        | Fabrizio Verza           | Sergio Santimaria        | Jesper Worre               |          |
| 1984                                                        | Marco Franceschini       | Giuseppe Passuello       | Emanuele Bombini           |          |
| 1985                                                        | Pierino Gavazzi          | Jesper Worre             | Sergio Scremin             |          |
| 1986                                                        | Giovanni Bottoia         | Marco Franceschini       | Dag Erik Pedersen          |          |
| 1987                                                        | Marino Amadori           | Stefano Colagè           | Gianni Bugno               |          |
| 1988                                                        | Massimo Ghirotto         | Stefano Colagè           | Gianbattista Baronchelli   |          |
| 1989                                                        | Edward Salas             | Gianbattista Baronchelli | Maurizio Fondriest         |          |
| 1990                                                        | Dmitri Konyschew         | Massimo Ghirotto         | Leonardo Sierra            |          |
| 1991                                                        | Gianni Faresin           | Stefano Cortinovis       | Giuseppe Petito            |          |
| 1992                                                        | Gianni Faresin           | Stefano Colagè           | Daniel Steiger             |          |
| 1993                                                        | Marco Saligari           | Pjotr Ugrjumov           | Maurizio Molinari          |          |
| 1994                                                        | Francesco Casagrande     | Bjarne Riis              | Andrea Ferrigato           |          |
| 1995                                                        | Andrea Ferrigato         | Angelo Canzonieri        | Luca Gelfi                 |          |
| 1996                                                        | Michele Bartoli          | Francesco Casagrande     | Claudio Chiappucci         |          |
| 1997                                                        | Gianni Faresin           | Francesco Casagrande     | Valentino Fois             |          |
| 1998                                                        | Romāns Vainšteins        | Mario Manzoni            | Luca Mazzanti              |          |
| 1999                                                        | Massimo Podenzana        | Danilo Di Luca           | Luca Scinto                |          |
| 2000                                                        | Danilo Di Luca           | Sergio Barbero           | Nicola Miceli              |          |
| 2001                                                        | Davide Rebellin          | Francesco Casagrande     | Danilo Di Luca             |          |
| 2002                                                        | Stefano Garzelli         | Giuliano Figueras        | Francesco Casagrande       |          |
| 2003                                                        | Juan Fuentes             | Gabriele Colombo         | Fabiano Fontanelli         |          |
| 2004                                                        | Damiano Cunego           | Igor Astarloa            | Ruggero Borghi             |          |
| 2005                                                        | Luca Mazzanti            | Ruggero Marzoli          | Freddy González            |          |
| 2006                                                        | Damiano Cunego           | Daniele Pietropolli      | Franco Pellizotti          |          |
| 2007                                                        | Vincenzo Nibali          | Franco Pellizotti        | Mikhaylo Khalilov          |          |
| 2008                                                        | Eddy Ratti               | Francesco Ginanni        | Luis Felipe Laverde        |          |
| 2009                                                        | Daniele Callegarin       | Gabriele Bosisio         | Jackson Rodríguez          |          |
| 2010                                                        | Daniele Ratto            | Miguel Ángel Rubiano     | Franco Pellizotti          |          |
| 2011                                                        | Ángel Vicioso            | Giovanni Visconti        | Mauro Finetto              |          |
| 2012                                                        | Filippo Pozzato          | Fabio Taborre            | Kristijan Đurasek          |          |
| 2013                                                        | Mauro Santambrogio       | Patrik Sinkewitz         | Oscar Gatto                |          |
| 2014                                                        | Adam Yates               | Davide Formolo           | Francesco Manuel Bongiorno |          |
| 2015 inte arrangerat                                        |                          |                          |                            |          |
| 2016                                                        | Simon Clarke             | Andrea Fedi              | Giovanni Visconti          |          |
| 2017                                                        | Adam Yates               | Richard Carapaz          | Rigoberto Urán             |          |
| 2018                                                        | Matej Mohorič            | Marco Canola             | Davide Ballerini           |          |
| 2019                                                        | Maximilian Schachmann    | Mattia Cattaneo          | Andrea Vendrame            |          |
| 2020                                                        | inställt                 | inställt                 | inställt                   | inställt |
| 2021                                                        | Mauri Vansevenant        | Bauke Mollema            | Mikel Landa                |          |
| 2022                                                        | Diego Ulissi             | Alessandro Fedeli        | Xandro Meurisse            |          |
| 2023                                                        | Ben Healy                | Amanuel Gebrezgabihier   | Mark Stewart               |          |
| 2024                                                        | Marc Hirschi             | Thomas Silva             | Diego Ulissi               |          |